# Xã York, Quận Dearborn, Indiana
Xã York (tiếng Anh: York Township) là một xã thuộc quận Dearborn, tiểu bang Indiana, Hoa Kỳ. Năm 2010, dân số của xã này là 1.221 người.